# Antonino Spatafora
Antonino Spatafora, nato Antonio Spatafora (Palermo, metà del XVI secolo – Termini Imerese, 22 giugno 1613), è stato un pittore, architetto e cartografo italiano.

## Biografia
Antonino Spatafora fu uno degli esponenti di spicco del manierismo siciliano, assommando la perizia nell'arte della pittura con quella tecnica dell'architettura e della cartografia. In alcuni documenti d'archivio lo Spatafora è menzionato con il titolo di scultore (A. Contino & S. Mantia, op. cit., Termini Imerese, ed. GASM, 1998) ma è del tutto ignota la sua produzione.

### Inizi
Antonino Spatafora nacque a Palermo dall'architetto e scultore Giuseppe Spatafora senior e da Elisabetta. Nel testamento del padre Giuseppe, addì 14 settembre 1572, risulta già maggiorenne (Guastella, 1985). La famiglia Spatafora possedette beni nel territorio di Partinico (probabilmente legati alla dote di Elisabetta) e tra Termini Imerese  e Caccamo. Nel 1578, Antonino Spatafora dipinse la Madonna col Bambino tra san Michele Arcangelo e san Biagio per la chiesa dei SS. Michele Arcangelo e Biagio a Caccamo, che reca la firma SPATAFORA ME PINGEBAT.
L'anno seguente per la chiesa Madre di Partinico, in provincia di Palermo, sotto il titolo di Maria SS. Annunziata, lo Spatafora dipinse la pala d'altare raffigurante la Dormitio Virginis, oggi collocata nella prima cappella della navata destra di detta chiesa. Il dipinto raffigura la morte della Vergine, distesa sul letto funebre ed attorniata dagli apostoli affranti. Il soggetto, denso di pathos, mostra sullo sfondo delle imponenti strutture architettoniche che fanno quasi di quinta scenica. L'iscrizione: 'ANTONINVS/SPATAFORA/PANHORMITANVS/PITTOR DIE XX FEBBRU/ARII MDLXXIX' è oggi solo parzialmente leggibile.
Nel 1579 lo Spatafora risulta documentato a Palermo dove lavora al Regio Palazzo, assieme ad altri artisti siciliani (Guastella, 1985). Una sua opera firmata e datata 1584, raffigurante il Matrimonio mistico di santa Caterina, si conserva ad Enna nel Museo Alessi (Guastella, 1985). In data imprecisata lo Spatafora contrasse matrimonio con una tal Clara Antonia e dalla coppia nacquero a Palermo, per quanto risulta dai documenti sinora reperiti (Contino & Mantia, 1997; 1998 e 2001), cinque figli: Giuseppe I junior  (che nel 1599 essendo procuratore del padre, doveva essere già maggiorenne e che morì anteriormente al 1603), Elisabetta (nata nel 1585 circa e sposatasi a Termini Imerese nel 1597 con l'allievo del padre il pittore Vincenzo La Barbera), Dorotea (nata a Palermo nel 1587 circa, suora domenicana già nel 1612), Gerolama (ricordata in un atto del 30 agosto 1613) e Grazia che nel 1611 si accasò a Termini con uno degli allievi paterni, il pittore caccamese Nicasio Azzarello.

### Capomastro
Dal 1591 circa lo Spatafora si stabilì a Termini Imerese dove ricoprì la carica di capomastro delle Fabbriche della Città e di Sovrintendente degli Acquedotti e dove nacquero altri figli, tra i quali Giuseppe Spatafora II junior, anch'egli pittore e decoratore. Nel 1594, come riferisce De Michele (1877) Antonino Spatafora realizzò la pala d'altare della Madonna della Neve con i santi Antonio Abate e Stefano Protomartire della chiesa di S. Antonio Abate a Caccamo, firmata col il solo cognome. Contino & Mantia (2001) hanno attribuito allo Spatafora la tela della Madonna dell'Itria tuttora visibile nell'omonima chiesa di Termini Imerese e ne collocano la realizzazione attorno al 1596.
Nel 1601 lo Spatafora eseguì a Caccamo lavori di ingegneria idraulica al fine di raddoppiare la portata della sorgente dell'Acquanova (Contino & Mantia, 1998). Lo stesso anno lo Spatafora progettò le stufe dei Bagni di Termini (Contino & Mantia, 1998) completate attorno al 1606. Nel 1602 è a Collesano dove eseguì il progetto della monumentale scalinata della Chiesa Madre (Termotto, 1992). Il primo giugno 1603 Antonino Spatafora si obbligò con i rettori della Venerabile chiesa e confraternita di S. Giuseppe, a dipingere la pala d'altare raffigurante la Sacra Famiglia con sant'Anna, per il prezzo di onze dieci, opera distrutta agli inizi del XX secolo da un incendio.
Nel 1604, il cartografo Spatafora eseguì la pianta della Cala della Secca (oggi Punta di Cala Secca) comprendente la porzione orientale del territorio di Termini (Contino & Mantia, 1998). Nel detto anno, come hanno dimostrato su base documentaria Contino & Mantia (2001), lo Spatafora eseguì il progetto d'ingrandimento della Maggior Chiesa di Termini Imerese, realizzando il modello tridimensionale in scala del detto edificio di culto (Bova & Contino 2021). A questo architetto si deve attribuire la sistemazione della piazza antistante assieme alla progettazione dell'edificio comunale.
Sin dal 1607, Antonino Spatafora è documentato in qualità di architetto della città di Termini mentre addetto alla manutenzione degli acquedotti era un mastro esperto.
Altri dipinti, oggi non più reperibili sono stati rintracciati su base documentaria da Contino & Mantia (1998), tra cui la Madonna col Bambino e i santi Giovanni Battista e Giovanni Evangelista per la chiesa della guarnigione spagnola di detta Città (poi Caserma La Masa ed oggi sede degli uffici comunali). Sono state attribuite (Contino & Mantia (2001) a questo architetto la progettazione a Termini Imerese delle seguenti opere: a) edificio dei Bagni (Contino & Mantia, 1998) e la sistemazione della piazza antistante; b) il Palazzo del Magistrato (edificio iniziato nel 1603 e completato verso il 1612) e la sistemazione della piazza antistante; c) la chiesa di S. Antonio da Padova Confessore detta di S. Antoninello in pianta ad aula unica (1601-1611); d) la chiesa e convento dei francescani riformati sotto il titolo di S. Antonio da Padova fuori le mura; e) la nuova fabbrica della chiesa di Nostra Signora Annunziata (1595-1605). Per la nuova chiesa dell'Annunziata lo Spatafora dipinse la pala per l'altare maggiore raffigurante il tema dell'Annunciazione, replica di un analogo soggetto perduto per la chiesa di S. Vincenzo Ferrer dei Padri Domenicani. Antonino Spatafora morì a Termini Imerese il 22 giugno 1613 (Contino & Mantia, 1998).